# Lila pénzecskegomba
A lila pénzecskegomba  (Laccaria amethystina) a Hydnangiaceae családjába tartozó, az északi féltekén elterjedt, lomb- és fenyőerdőkben élő, ehető gombafaj.

## Megjelenése
A lila pénzecskegomba kalapja 2–5 cm átmérőjű, kezdetben domború, később szabálytalanul hullámozva kiterülő, közepén többé-kevésbé köldökösen bemélyedő. Széle fiatalon begöngyölt, majd ráncos. A kalap felszíne bársonyos vagy finoman pikkelykés. Színe  nedvesen sötétibolya vagy élénklila, kiszáradva halványlila, majdnem fehéres. Húsa vékony, rostos, sápadtlila színű, kellemesen gombaszagú- és ízű.
Lemezei élénklila színűek, ritkán állóak, vastagok, a tönkhöz nőttek vagy lefutók. Spórapora fehér. Spórái nagyjából kerekek, 8–11 mikrométer ármérőjűek, tüskés felszínűek.
Karcsú, hengeres tönkje 5–10 cm hosszú, 0,6–1 cm vastag. Színe általában lila, esetleg sárgás, állagában rostos, hosszában szálazott.

### Hasonló fajok
Más barna (Laccaria laccata, Laccaria altaica, Laccaria fraterna, Laccaria proxima) és barnáslila (Laccaria bicolor) színű pénzecskegombákkal téveszthető össze.
Hozzá hasonló lehet a mérgező retekszagú kígyógomba, amelynek lemezei sűrűk és vékonyak, szaga pedig kellemetlen; a nagyobb, sűrű és vékony lemezű, ehető szürkéslila pereszke és a szintén nagyobb, krémszínű lemezű, ehető ibolyás pereszke.

## Elterjedése és termőhelye
Európa, Ázsia és Észak-Amerika mérsékelt övi térségeiben honos. Magyarországon gyakori, egyes években tömeges lehet.
Lombos- és fenyőerdőkben található meg júliustól októberig. A talajt illetően igénytelen, esetleg a savanyú kémhatást preferálja. Gyökérkapcsolt gomba, így főleg fák alatt található, akár seregesen is.
Ehető, bár nem túl finom gomba. A tönkje túlságosan rostos a fogyasztáshoz.

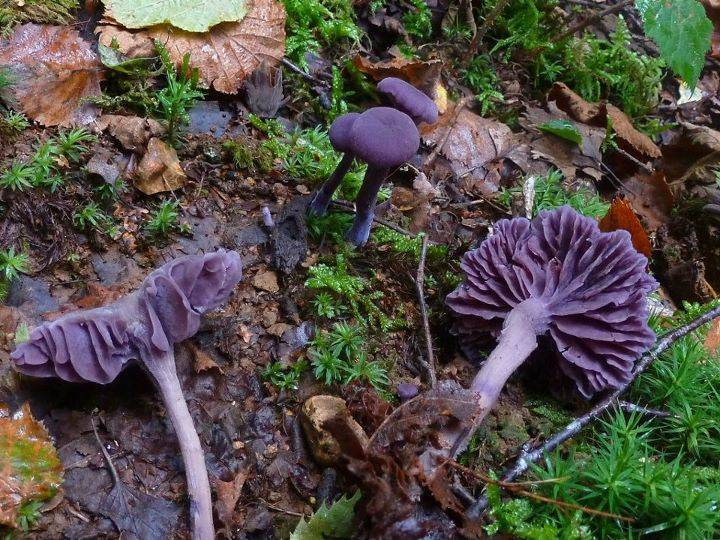
Lila pénzecskegomba
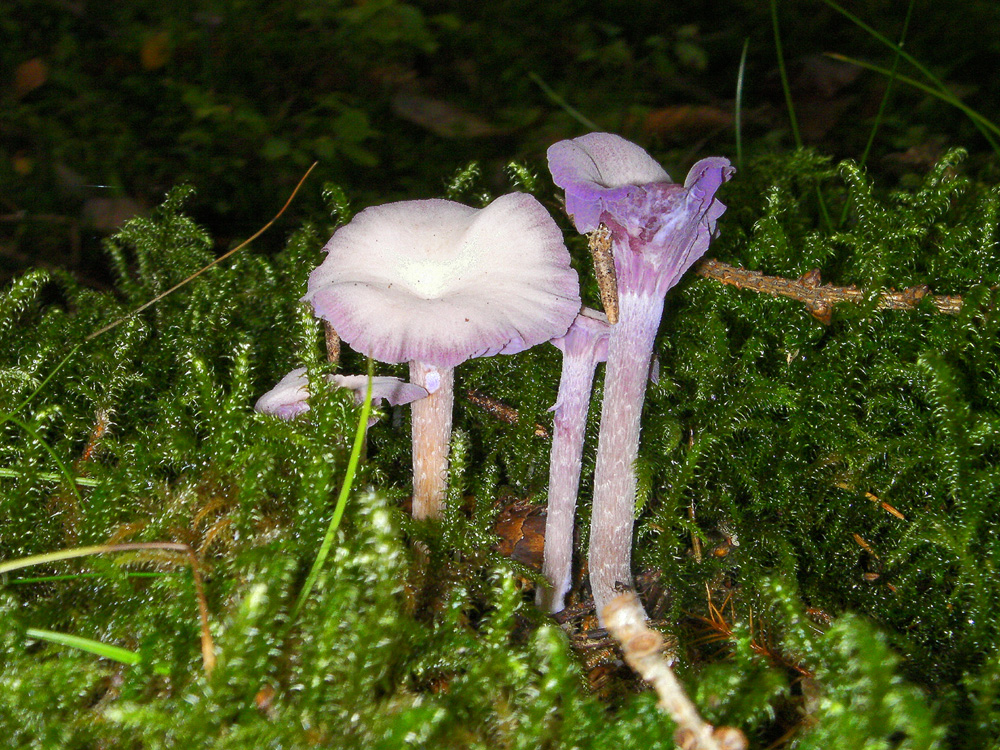
Száraz, kifakult példány
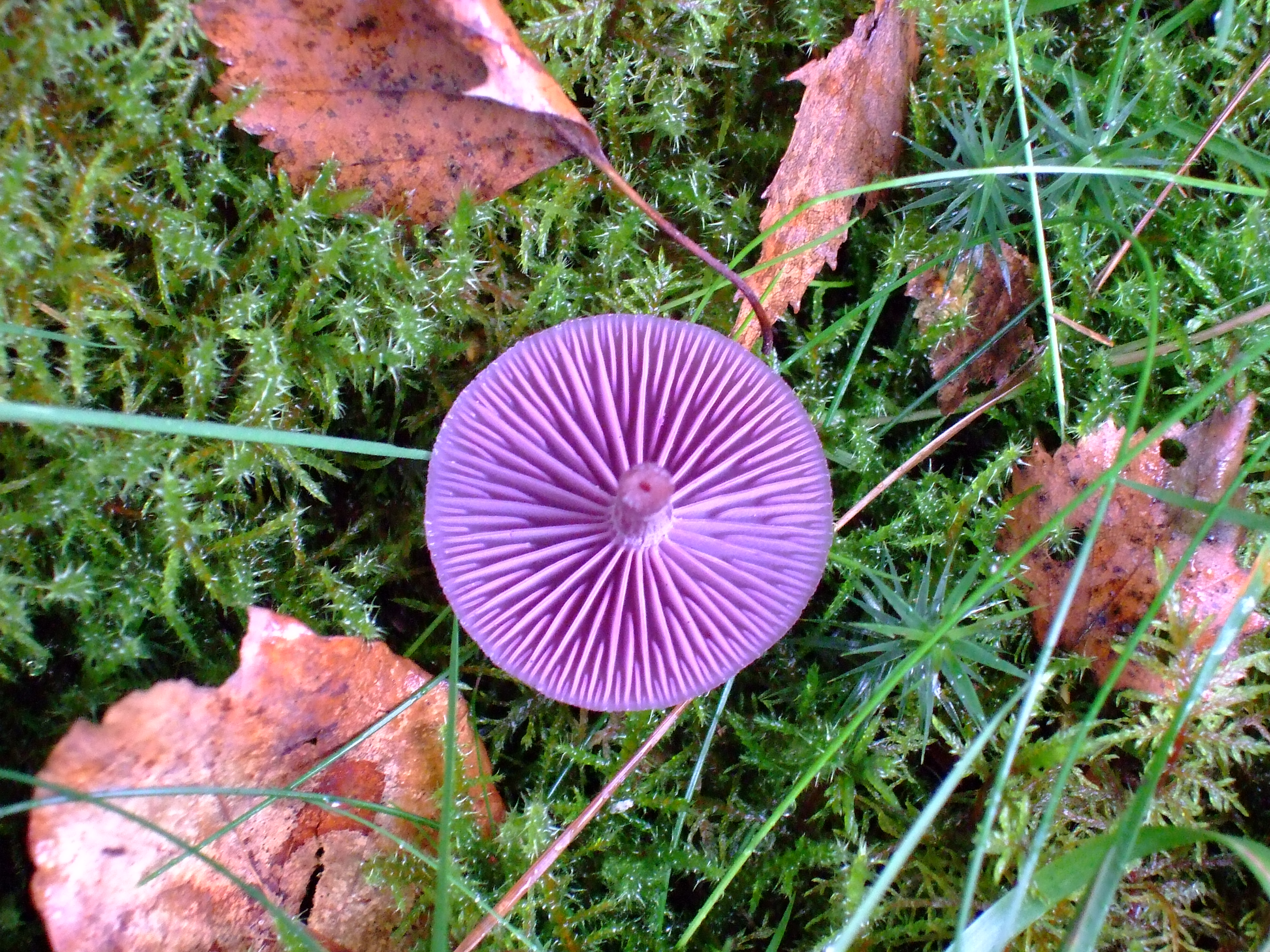
Lemezei
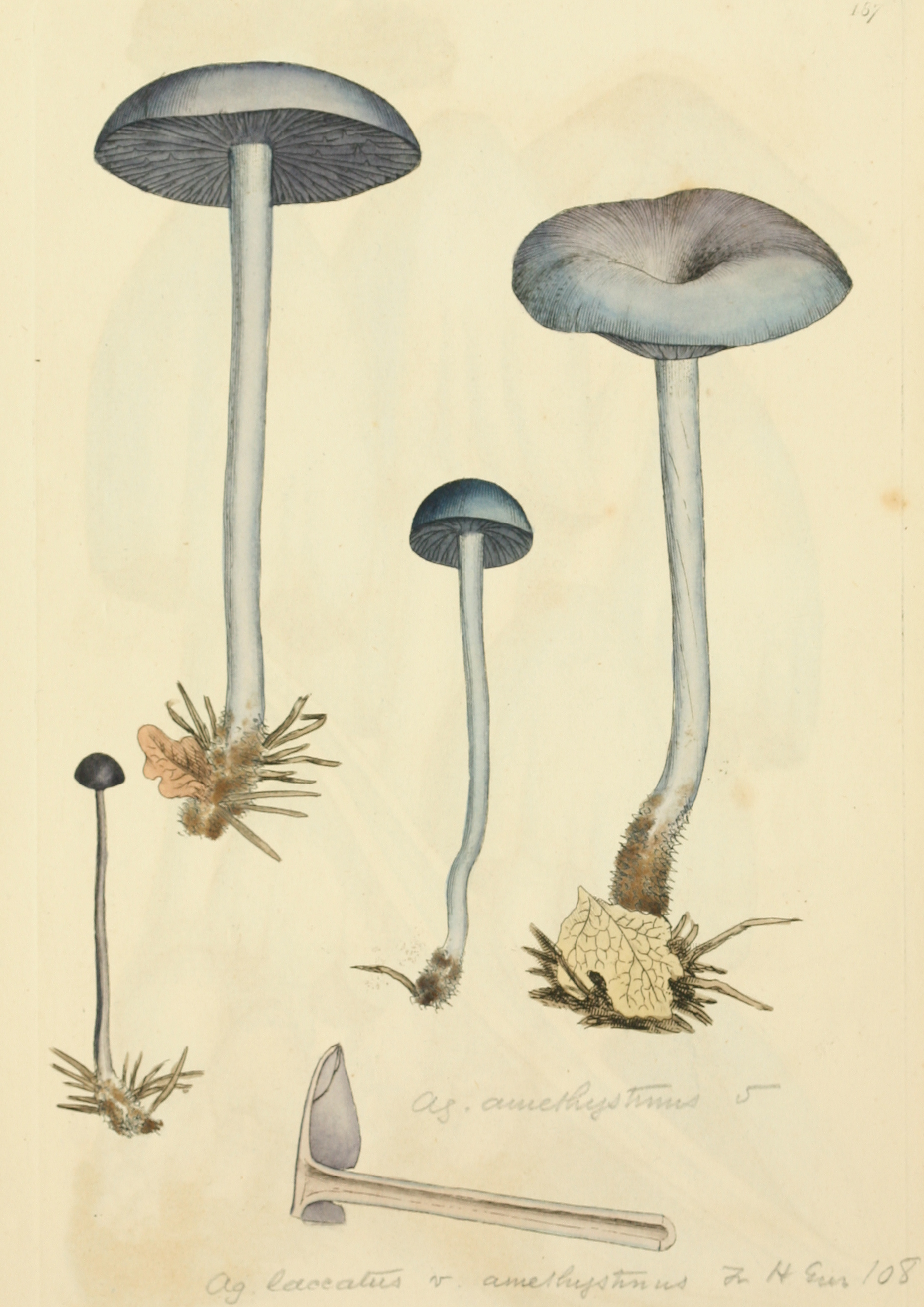
Az 1809-es Coloured Figures of English Fungi or Mushrooms-ban